# キヤノン EOS 55

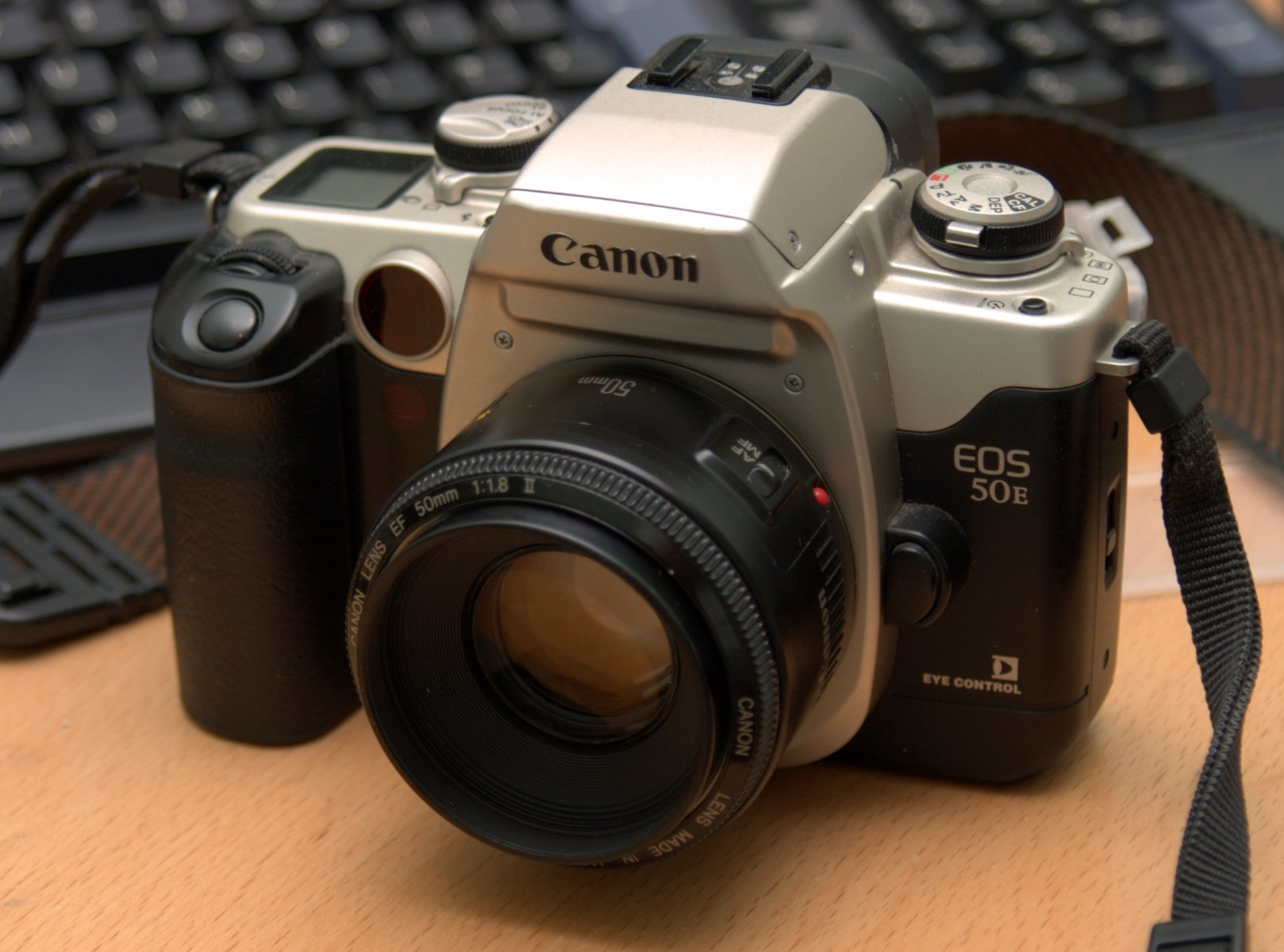
EOS 50E（EOS 55の日本国外輸出仕様）

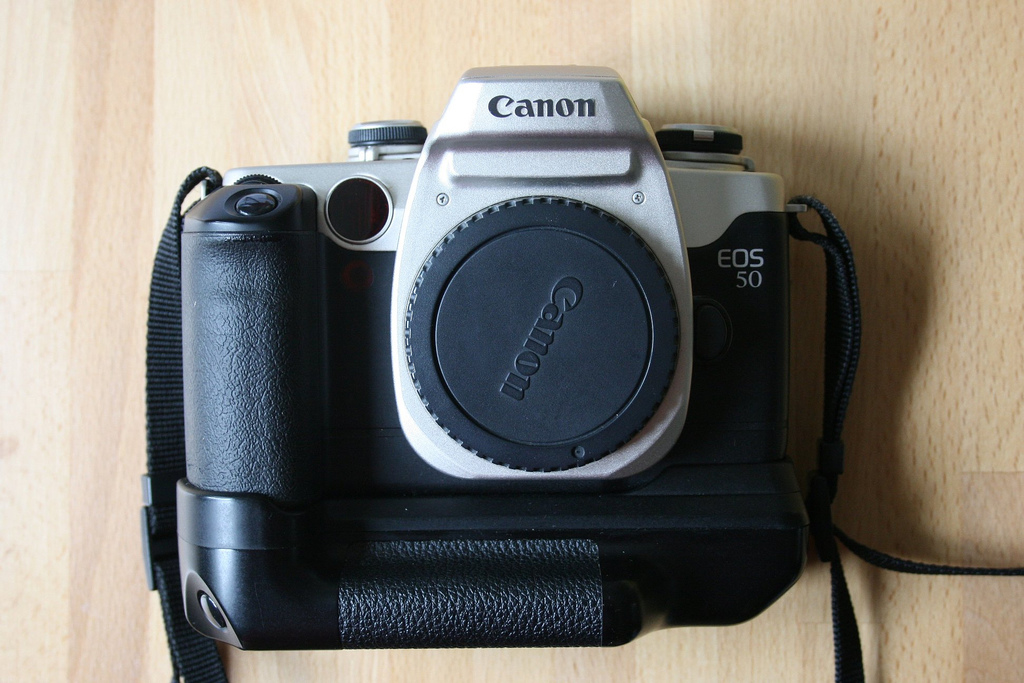
EOS 50　（EOS 50Eの視線入力AF無しモデル。右下のEYE CONTROLロゴが無くなっている）

キヤノン EOS 55（キヤノン イオス 55）は、1995年9月に発売されたキヤノンのミドルクラス一眼レフカメラである。

## 概要
1992年に発売され、世界初の視線入力オートフォーカス（AF）搭載カメラとして注目された EOS 5 QD に続き視線入力AFを搭載したマルチモードAF一眼レフカメラである。EOS 5QDの5点より測距点が3点と減少したものの、AFセンサー（BASIS）の改良によりそのレスポンスは約半分に短縮され、さらに縦位置構図での視線入力にも対応した。また、フラッシュを事前に発光させ、通常の測光に使用されるセンサーで測光し、メインの発光量を算出するE-TTL自動調光システムを最初に搭載したキヤノンのカメラでもある。
日本国内では視線入力AF付きモデル（シルバー／ブラックボディ）のみが発売されていたが、輸出市場では視線入力AFを省略したモデルも発売されていた。北米での名称はEOS ELAN II(E)、ヨーロッパ・アジア・オセアニアではEOS 50(E)（(E)は視線入力AF付きモデルに付く）であった。
2000年、後継機EOS 7の登場により生産を終了した。

## 主な仕様
- 形式：フォーカルプレーンシャッター式35mm一眼レフレックスAF･AEカメラ、
- レンズマウント：キヤノンEFマウント
- ファインダー
  - 形式：ペンタプリズム使用、アイレベル式
  - 視野率：上下90%、左右92%
  - 倍率：0.71倍
- 測光方式：6分割SPC使用・TTL開放測光
- 露出制御方式：プログラムAE、シャッター優先AE、絞り優先AE、深度優先AE、全自動、イメージセレクトモード、E-TTL／A-TTL／TTLプログラムフラッシュAE
- 感度：ISO6〜6400（DXコード自動設定 ISO25〜5000）
- 露出補正：1/2ステップ、±2段
- 焦点：オート、TTL-SSR方式
- シャッター
  - 形式：縦走りフォーカルプレーン式・全速電子制御シャッター
  - シャッター速度：1/4000～30秒（1/2段ステップ）、バルブ、X=1/125秒
  - 連続撮影速度：最高2.5コマ／秒
- フラッシュ
  - 対応フラッシュ：EOS用スピードライト（EX、EZシリーズ）
  - 内蔵フラッシュ：ガイドナンバー13（ISO100相当・m）
  - 調光方式：E-TTL／A-TTL／TTL自動調光
- 画像記録媒体：35ｍｍ写真フィルム
- 電源：リチウム電池 2CR5、又はバッテリーパックBP-50
- 大きさ・重量（幅×高さ×奥行き）：152.5×104.5×71mm、595g